# Svenska mästerskapen i friidrott 2021
Svenska mästerskapen i friidrott 2021 var de 126:e svenska mästerskapen, med följande deltävlingar:
- SM lag den 29 juni på Halmstad Arena, Halmstad; arrangör IFK Halmstad
- SM 100 km landsväg den 4 juli i Halmstad; arrangör IFK Halmstad
- SM 10 km landsväg (SM-milen) den 13 juli i Anderstorp; arrangörer Villstad GIF och Hälle IF
- SM i 24-timmarslöpning den 24 juli i Skövde; arrangör Team Ultrasweden LK
- SM stafett den 31 juli till 1 augusti i Huddinge; arrangör Huddinge AIS
- SM i mångkamp den 7 till 8 augusti i Ljungby; arrangörer Ljungby FIK
- Stora SM (Friidrotts-SM) den 27 till 29 augusti på Ryavallen i Borås; arrangör IK Ymer
- SM halvmaraton den 11 september i Göteborg; arrangör Göteborgs Friidrottsförbund
- SM maraton den 9 oktober på Stockholm Marathon i Stockholm; arrangörer Marathongruppen med Hässelby SK och Spårvägens FK
- SM terräng den 24 och 25 oktober i Höganäs; arrangörer IS Göta och Höganäs Friidrott

Det var första gången SM i 24-timmarslöpning genomfördes.

## Resultat och medaljörer

### Herrar
| Gren               | Guld                     | Guld                                                               | Guld          | Silver                  | Silver                                                                         | Silver        | Brons                   | Brons                                                             | Brons         |
| 100 meter          | Henrik Larsson           | IF Göta                                                            | 10,43         | Thomas Jones            | IFK Växjö                                                                      | 10,50         | Austin Hamilton         | Malmö AI                                                          | 10,58         |
| 200 meter          | Henrik Larsson           | IF Göta                                                            | 20,80 0SB0    | Felix Svensson          | Mölndals AIK                                                                   | 20,97         | Anders Pihlblad         | Örgryte IS                                                        | 21,15         |
| 400 meter          | Nick Ekelund-Arenander   | Malmö AI                                                           | 47,08         | Emil Johansson          | Turebergs FK                                                                   | 47,49         | Alexander Nyström       | Rehns BK                                                          | 47,93         |
| 800 meter          | Andreas Kramer           | Ullevi FK                                                          | 1.47,47       | Alexander Lundskog      | Ullevi FK                                                                      | 1.48,15       | Erik Martinsson         | Upsala IF                                                         | 1.48,47       |
| 1 500 meter        | Johan Rogestedt          | Stenungsunds FI                                                    | 3.53,86       | Abubakar Abdullahi      | Malmö AI                                                                       | 3.54,11       | Samuel Pihlström        | Hälle IF                                                          | 3.54,39       |
| 5 000 meter        | Andreas Almgren          | Turebergs FK                                                       | 14:01,91 0PB0 | Suldan Hassan           | Ullevi FK                                                                      | 14:02,64 0SB0 | Emil Danielsson         | Spårvägens FK                                                     | 14:02,94 0SB0 |
| 10 000 meter       | Samuel Russom            | Hässelby SK                                                        | 29.28,39      | Olle Ahlberg            | Hälle IF                                                                       | 29.28,58 0PB0 | Jonas Leandersson       | IF Göta                                                           | 29.28,66      |
| 10 km landsväg     | Jonas (Glans) Leanderson | Malmö AI                                                           | 29.25 0SB0    | Samuel Russom           | Hässelby SK                                                                    | 29.27 0SB0    | David Nilsson           | Högby IF                                                          | 29.28 0SB0    |
| Halvmaraton        | Samuel Tsegay            | Hälle IF                                                           | 1:02.03 0SB0  | Samuel Russom           | Hässelby SK                                                                    | 1:03.48 0SB0  | Mustafa Mohamed         | Hälle IF                                                          | 1:05.33       |
| Maraton            | Samuel Tsegay            | Hälle IF                                                           | 2:12.34       | Samuel Russom           | Hässelby SK                                                                    | 2:13.38 0PB0  | David Nilsson           | Högby IF                                                          | 2:14.33 0SB0  |
| 100 km landsväg    | Elov Olsson              | Ockelbo SK                                                         | 6:58.14       | Josef Hamber            | IS Göta                                                                        | 7:26.05 0PB0  | Erik Olofsson           | IF Mantra Sport                                                   | 7:47.55 0PB0  |
| 3,6 km terräng     | Andreas Almgren          | Turebergs FK                                                       | 10.01         | Samuel Russom           | Hässelby SK                                                                    | 10.06         | Emil Millán de la Oliva | Eskilstuna FI                                                     | 10.09         |
| 9,9 km terräng     | Samuel Russom            | Hässelby SK                                                        | 28.56         | Emil Millán de la Oliva | Eskilstuna FI                                                                  | 29.04         | Linus Rosdahl           | IK Akele                                                          | 29.12         |
| 4 km terräng lag   | Spårvägens FK            | Mohammad Reza, Emil Danielsson, Oliver Löfqvist                    | 28 p          | Turebergs FK            | Andreas Almgren, Daniel Lundgren, Napoleon Solomon                             | 29 p          | Hässelby SK             | Samuel Russom, John Kingstedt, Axel Djurberg                      | 35 p          |
| 10 km terräng lag  | Turebergs FK             | Daniel Lundgren, Andreas Almgren, Napoleon Solomon                 | 29 p          | Spårvägens FK           | Oliver Löfqvist, John Börjesson, Johan Fagerberg                               | 29 p          | Hässelby SK             | Samuel Russom, John Kingstedt, Erik Djurberg                      | 30 p          |
| 3 000 meter hinder | Simon Sundström          | IFK Lidingö                                                        | 8.45,35       | Axel Djurberg           | Hässelby SK                                                                    | 8.49,56 0PB0  | Miguel Palm             | Mölndals AIK                                                      | 8.53,39 0PB0  |
| 110 meter häck     | Max Hrelja               | Malmö AI                                                           | 14,01         | Joel Bengtsson          | IFK Helsingborg                                                                | 14,04         | Jonathan Holm           | Hammarby IF                                                       | 14,10         |
| 400 meter häck     | Carl Bengtström          | Örgryte IS                                                         | 49,52 0PB0    | Johan Claeson           | IFK Växjö                                                                      | 50,16 0PB0    | Viktor Bondesson        | Malmö AI                                                          | 51,20 0PB0    |
| 4 × 100 meter      | Örgryte IS               | Jonatan Hirsh Alexander Andreasson Carl Bengtström Anders Pihlblad | 40,78         | Malmö AI                | Jean-Christian Zirignon Austin Hamilton Douglas Hellbratt Max Rosquist-Larsson | 40,89         | Ullevi FK               | Nils Thornberg Patrik Andersson Oliwer Danielsson Lucas Bolin     | 40,93         |
| 4 × 400 meter      | Örgryte IS               | Samuel Wiik Anders Pihlblad Felix Francois Carl Bengtström         | 3.08,86       | Malmö AI                | Viktor Bondesson Kasper Kadestål Nick Ekelund-Arenander Anton Sigurdsson       | 3.09,64       | Ullevi FK               | Martin Selin Nils Thornberg Aaron Ladestam Alexander Lundskog     | 3.15,80       |
| 4 × 800 meter      | Hässelby SK              | Erik Djurberg Anton Persson Gustav Berlin Gustav Bivstedt          | 7.30,88       | Hälle IF                | Sharmarke Ahmed Olle Ahlberg Benjamin Åberg Samuel Pihlström                   | 7.31,20       | Mölndals AIK            | Jonathan Grahn Simon Wallenlind Alexander Nilsson Victor Wahlgren | 7.32,76       |
| 4 × 1 500 meter    | Hässelby SK              | Andreas Jansson Erik Djurberg Axel Djurberg Gustav Berlin          | 15.59,58      | Hälle IF                | Anders Grahl Sharmarke Ahmed Olle Ahlberg Samuel Pihlström                     | 15.59,80      | Spårvägens FK           | Johan Walldén Estifanos Faid Oliver Löfqvist Emil Danielsson      | 16.00,03      |
| Höjdhopp           | Fabian Delryd            | Täby IS                                                            | 2,20          | Oskar Lundqvist         | Upsala IF                                                                      | 2,08          | Arvid Ryberg            | IFK Växjö                                                         | 2,05          |
| Stavhopp           | Robin Jacobsson          | Ullevi FK                                                          | 5,10          | Fredrik Samuelsson      | Hässelby SK                                                                    | 4,77          | Micael Fagö             | IFK Växjö                                                         | 4,77 =0SB0    |
| Längdhopp          | Thobias Montler          | Malmö AI                                                           | 7,98          | Andreas Carlsson        | IK Ymer                                                                        | 7,70 0SB0     | Jonatan Hirsh           | Örgryte IS                                                        | 7,50 0PB0     |
| Tresteg            | Gabriel Wallmark         | Örgryte IS                                                         | 16,14         | Erik Ehrlin             | Hammarby IF                                                                    | 15,79 0SB0    | Isak Persson            | Örgryte IS                                                        | 15,70 0SB0    |
| Kula               | Wictor Petersson         | Malmö AI                                                           | 19,76         | Daniel Ståhl            | Spårvägens FK                                                                  | 19,47 0PB0    | Jesper Arbinge          | Spårvägens FK                                                     | 18,83         |
| Diskus             | Daniel Ståhl             | Spårvägens FK                                                      | 67,04         | Simon Pettersson        | Hässelby SK                                                                    | 62,91         | Jakob Gardenkrans       | Upsala IF                                                         | 55,49         |
| Slägga             | Ragnar Carlsson          | Hässelby SK                                                        | 75,54         | Oscar Vestlund          | IF Göta Karlstad                                                               | 67,85         | Mattias Lindberg        | Skellefteå AIK                                                    | 64,49         |
| Spjut              | Kim Amb                  | Bålsta IK                                                          | 79,55         | Jakob Samuelsson        | Hässelby SK                                                                    | 76,37 0PB0    | Sebastian Thörngren     | IFK Växjö                                                         | 72,50         |
| Tiokamp            | Fredrik Samuelsson       | Hässelby SK                                                        | 7 757 p.      | Andreas Gustafsson      | Upsala IF                                                                      | 7 169 p. 0SB0 | Rasmus Elfgaard         | Högby IF                                                          | 7 071 p. 0PB0 |
| 24-timmarslöpning  | Bill Öster               | Karlshamns SK                                                      | 222,482 0PB0  | Erik Olofsson           | IF Mantra Sport                                                                | 216,698 0PB0  | Emir Halalkic           | IF Kville                                                         | 208,386 0PB0  |
| Lagtävling         | Hässelby SK              | —                                                                  | 99 p.         | Örgryte IS              | —                                                                              | 92 p.         | Malmö AI                | —                                                                 | 90 p.         |

### Damer
| Gren               | Guld                 | Guld                                                            | Guld               | Silver              | Silver                                                      | Silver        | Brons                      | Brons                                                              | Brons         |
| 100 meter          | Daniella Busk        | Malmö AI                                                        | 11,59 0SB0         | Elvira Tanderud     | Ullevi FK                                                   | 11,60         | Wilma Rosenquist           | Malmö AI                                                           | 11,66         |
| 200 meter          | Elvira Tanderud      | Ullevi FK                                                       | 23,56              | Wilma Rosenquist    | Malmö AI                                                    | 23,88         | Julia Henriksson           | IFK Helsingborg                                                    | 23,94         |
| 400 meter          | Moa Hjelmer          | Spårvägens FK                                                   | 53,71              | Sandra Knezevic     | Hässelby SK                                                 | 53,89         | Lova Perman                | IF Göta Karlstad                                                   | 54,22 0PB0    |
| 800 meter          | Lovisa Lindh         | Ullevi FK                                                       | 2.05,00            | Yolanda Ngarambe    | Turebergs FK                                                | 2.05,41       | Hanna Hermansson           | Turebergs FK                                                       | 2.05,69       |
| 1 500 meter        | Meraf Bahta          | Hälle IF                                                        | 4.30,35            | Hanna Hermansson    | Turebergs FK                                                | 4.30,50       | Yolanda Ngarambe           | Turebergs FK                                                       | 4.32,01       |
| 5 000 meter        | Meraf Bahta          | Hälle IF                                                        | 15.58,18           | Samrawit Mengsteab  | Hälle IF                                                    | 16.00,59      | Sara Christiansson         | Sävedalens AIK                                                     | 16.00,90      |
| 10 000 meter       | Samrawit Mengsteab   | Hälle IF                                                        | 33.55,17           | Anastasia Denisova  | Sävedalens AIK                                              | 34.15,13      | Charlotte Andersson        | IFK Umeå                                                           | 34.40,91 0SB0 |
| 10 km landsväg     | Anastasia Denisova   | Sävedalens AIK                                                  | 34.13 0PB0         | Sanna Mustonen      | Hässelby SK                                                 | 34.17         | Sara Christiansson         | Sävedalens AIK                                                     | 34.20 0PB0    |
| Halvmaraton        | Sarah Lahti          | Hässelby SK                                                     | 1:10.52 0SB0       | Hanna Lindholm      | Huddinge AIS                                                | 1:12.35 0SB0  | Sanna Mustonen             | Hässelby SK                                                        | 1:14.25       |
| Maraton            | Carolina Wikström    | LK Roslagen                                                     | 2:29.56 0MR0, 0SB0 | Charlotta Fougberg  | Ullevi FK                                                   | 2:31.08       | Hanna Lindholm             | Huddinge AIS                                                       | 2:32.27       |
| 100 km landsväg    | Sofia Smedman        | Billingen X-trail SC                                            | 7:48.06 0PB0       | Jessica Svärd       | Hälle IF                                                    | 8:00.43 0PB0  | Lina Karlsson              | En av Tre RC                                                       | 8:28.20 0PB0  |
| 3,64 km terräng    | Samrawit Mengsteab   | Hälle IF                                                        | 11.46              | Sara Christiansson  | Sävedalens AIK                                              | 11.52         | Charlotte Andersson        | IFK Umeå                                                           | 11.54         |
| 9,9 km terräng     | Samrawit Mengsteab   | Hälle IF                                                        | 33.50              | Charlotte Andersson | IFK Umeå                                                    | 33.56         | Moa Enmark                 | Hälle IF                                                           | 34.55         |
| 4 km terräng lag   | Hälle IF             | Samrawit Mengsteab, Moa Enmark, Julia Svennblad                 | 13 p               | Hässelby SK         | Kerstin Axelsson, Madeleine Larsson, Wilma Marcusson        | 66 p          | Linköpings GIF             | Carolina Johnson, Amanda Ekblad, Frida Nikesjö                     | 69 p          |
| 10 km terräng lag  | Hälle IF             | Samrawit Mengsteab, Moa Enmark, Emy Thorén                      | 14 p               | Hässelby SK         | Lena Eliasson-Lööf, Kerstin Axelsson, Nadja Strandberg      | 35 p          |                            |                                                                    |               |
| 3 000 meter hinder | Linn Söderholm       | Sävedalens AIK                                                  | 9.48,01 0PB0       | Emilia Lillemo      | Täby IS                                                     | 9.49,36 0PB0  | Caroline Högardh           | Hässelby SK                                                        | 10.06,19      |
| 100 meter häck     | Hanna Palmqvist      | Mölndals AIK                                                    | 13,72              | Julia Wennersten    | IK Ymer                                                     | 13,80         | Amanda Hansson             | Hässelby SK                                                        | 13,97         |
| 400 meter häck     | Moa Granat           | Vallentuna FK                                                   | 57,65              | Hanna Karlsson      | IF Göta Karlstad                                            | 59,06         | Ebba Svantesson            | Upsala IF                                                          | 59,61 0PB0    |
| 4 × 100 meter      | Malmö AI             | Filippa Sivnert Wilma Rosenquist Daniella Busk Linnea Killander | 44,53              | Ullevi FK           | Ebba Magnusson Lisa Lilja Matilda Hellqvist Elvira Tanderud | 45,27         | Spårvägens FK              | Marie Kimumba Sandra Törnros Elin Westerlund Moa Hjelmer           | 46,43         |
| 4 × 400 meter      | Ullevi FK            | Alice Svantesson Lovisa Lindh Lisa Lilja Matilda Hellqvist      | 3.38,22            | IF Göta Karlstad    | Lovisa Ellström Lova Perman Hanna Karlsson Minna Svärd      | 3.40,42       | Hässelby SK                | Amanda Holmberg Laura Fodor Lovisa Bivstedt Sandra Knezevic        | 3.43,80       |
| 4 × 800 meter      | Turebergs FK         | Bianca Salming Yolanda Ngarambe Elvira Bredin Hanna Hermansson  | 8.36,74            | IF Göta Karlstad    | Lovisa Ellström Olivia Weslien Wilma Karlsson Lova Perman   | 8.50,85       | IFK Göteborg               | Agnes Thundal Madeleine Björlin-Delmar Nicole Tiourine Saga Provci | 8.53,04       |
| 3 × 1 500 meter    | Göteborgs KIK        | Tova Eurén Magnusson Julia Nielsen Wilma Nielsen                | 13.46,90           | Örgryte IS          | Johanna Larsson Emma Dahl Johanna Widarsson Norbeck         | 13.53,95      | Hässelby SK                | Wilma Marcusson Hannah Kinane Anna Silvander                       | 14.21,24      |
| Höjdhopp           | Erika Kinsey         | Trångsvikens IF                                                 | 1,88               | Bianca Salming      | Turebergs FK                                                | 1,88 0SB0     | Sofie Skoog                | IF Göta Karlstad                                                   | 1,81          |
| Stavhopp           | Linnea Jönsson       | IFK Helsingborg                                                 | 4,01               | Ella Uddenäs        | Malmö AI                                                    | 3,93 0PB0     | Gabriella Jönsson          | IFK Helsingborg                                                    | 3,93          |
| Längdhopp          | Khaddi Sagnia        | Ullevi FK                                                       | 6,81               | Kaiza Karlén        | IF Göta                                                     | 6,50          | Maja Åskag                 | Råby-Rekarne FIF                                                   | 6,48          |
| Tresteg            | Aina Griksaite       | Spårvägens FK                                                   | 13,78 =0SB0        | Maja Åskag          | Råby-Rekarne FIF                                            | 13,44         | Rebecka Abrahamsson        | Örgryte IS                                                         | 13,35         |
| Kula               | Fanny Roos           | Malmö AI                                                        | 18,50              | Sara Lennman        | Spårvägens FK                                               | 16,98         | Frida Åkerström            | Hässelby SK                                                        | 15,96         |
| Diskus             | Caisa-Marie Lindfors | Upsala IF                                                       | 56,80              | Emma Ljungberg      | Spårvägens FK                                               | 54,60         | Fanny Roos                 | Malmö AI                                                           | 54,10 0SB0    |
| Slägga             | Grete Ahlberg        | Hammarby IF                                                     | 67,34              | Sara Forssell       | Motala AIF                                                  | 65,77         | Tracey Andersson           | Ullevi FK                                                          | 63,57         |
| Spjut              | Carolin Näslund      | IF Göta Karlstad                                                | 51,90              | Bianca Salming      | Turebergs FK                                                | 51,68 0PB0    | Matilda Elfgaard           | IFK Växjö                                                          | 51,32         |
| Sjukamp            | Bianca Salming       | Turebergs FK                                                    | 6 101 p. 0PB0      | Amanda Holmberg     | Hässelby SK                                                 | 5 532 p. 0PB0 | Nickoline Skifter Andersen | Danmark                                                            | 5 306 p.      |
| 24-timmarslöpning  | Elin Hartelius       | IF Kville                                                       | 210,051 0PB0       | Annika Johanson     | Sweden Runners IF                                           | 178,907 0PB0  | Anna-Maria Trollsfjord     | SOK Knallen                                                        | 175,884 0PB0  |
| Lagtävling         | Hässelby SK          | —                                                               | 107 p.             | IF Göta Karlstad    | —                                                           | 103 p.        | Spårvägens FK              | —                                                                  | 98 p.         |